# Естер Дайсон
Естер Дайсон (англ. Esther Dyson) (нар. 14 липня 1951) — американська журналістка, авторка, бізнесмен, інвестор, коментатор та філантроп швейцарського походження. Вона є провідним бізнес-ангелом зосередженим на ефективності в охороні здоров'я, прозорості урядів, цифровій електроніці, біотехнологіях та космосі. На даний момент Дайсон зосереджує свою кар'єру в галузі охорони здоров'я та продовжує інвестувати в технологічні стартапи що стосуюються охорони здоров'я. Вона є засновницею проекту HICCup.
7 жовтня 2008 компанія Space Adventures оголосили що Дайсон оплатила своє тренування як запасного учасника польоту Чарльза Сімоні до міжнародної космічної станції в місії 2009 року на борту корабля Союз ТМА-14.

## Життя
Батьком Естер Дайсон є англійський фізик Фрімен Дайсон, а матір, Верена Губер-Дайсон — математик швейцарського походження. Її брат — історик цифрових технологій Джордж Дайсон. Після закінчення Гарварду з дипломом економіста, вона почала працювати факт-чекером в Forbes і швидко здійняла свою кар'єру до репортера. В 1977, вона приєдналася до компанії New Court Securities виконуючи обов'язки «відділу досліджень», а після чого до Federal Express та інших стартапів. Після короткої роботи з компаніями з розробки програмного забезпечення в інвестиційному банку Oppenheimer Holdings, вона перейшла до Rosen Research і в 1983 купила компанію в свого роботодавця Бена Розена, перейменувавши її в EDventure Holdings. Вона продала EDventure Holdings компанії CNET Networks в 2004, але покинула CNET у січні 2007.

## Публікації та підприємства

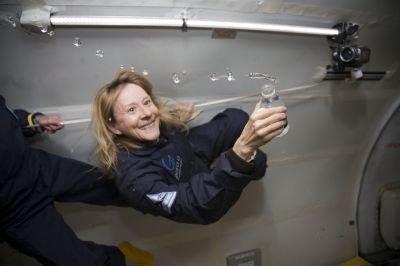
Дайсон: «Я лечу!»

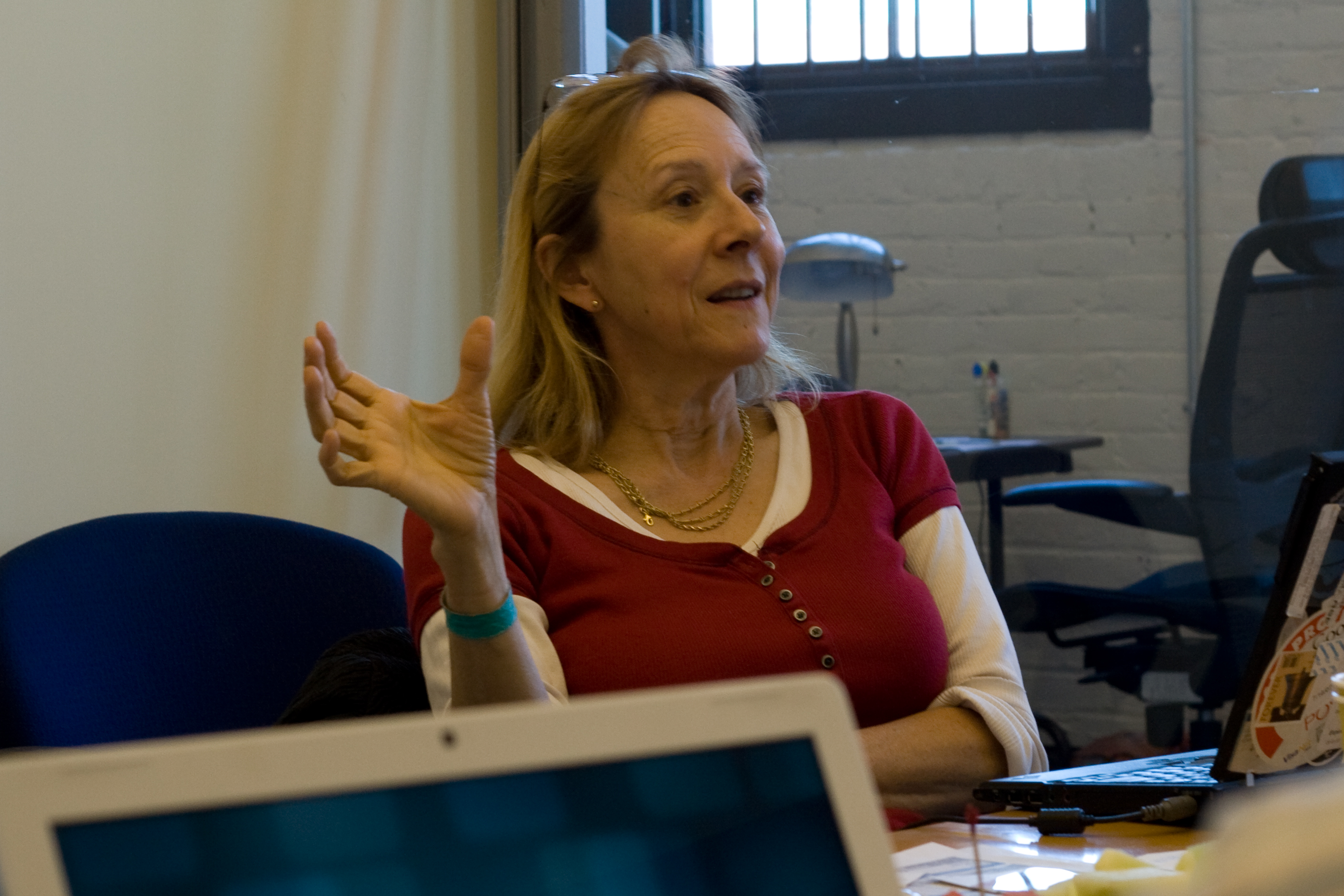
Дайсон в 2007

Дайсон є членом ради директорів та активним інвестором в різноманітні стартапи, переважно онлайн-сервіси, в галузі охорони здоров'я,  генетики, та подорожей в космос.
До цього, Дайсон та її компанія, EDventure, спеціалізувалась в аналізуванні ефекту перспективних технологій та ринків на економіки та суспільства. Вона створила наступні публікації про технології:
- Release 1.0, щомісячний бюлетень про індустрію технологій, який видається EDventure Holdings. До 2006, Дайсон писала деякі випуски сама та редагувала інші. Після того як вона покинула CNET, роботу над бюлетенем  продовжила O'Reilly Media, яка перейменувала його на Release 2.0.[11]
- Release 2.0, книжка 1997 року про те як Інтернет впливає на життя індивідів. Повна назва книжки Release 2.0: A design for living in the digital age. Нова редакція, Release 2.1, була опублікована в 1998.

З 2004, вона підтримує активний аккаунт на Flickr.
Також, щомісяця вона дописує до www.project-syndicate.org [Архівовано 24 вересня 2008 у Wayback Machine.].
Є членом ради директорів у MEDESK [Архівовано 7 жовтня 2016 у Wayback Machine.], 23andMe, Eventful.com [Архівовано 16 червня 2019 у Wayback Machine.], Luxoft, Meetup Inc., Pressreader.com [Архівовано 26 липня 2011 у Wayback Machine.] (колишні NewspaperDirect), PA Consulting [Архівовано 17 березня 2022 у Wayback Machine.], Personal Inc [Архівовано 20 березня 2021 у Wayback Machine.], Voxiva (компанія що створила text4baby.org в США та Росії), WPP Group [Архівовано 11 січня 2021 у Wayback Machine.], XCOR Aerospace [Архівовано 11 січня 2014 у Wayback Machine.] та Yandex.
Дайсон є радником журналів First Monday та Visual Ops [Архівовано 6 січня 2014 у Wayback Machine.], іноді дописує до Huffington Post,. Також є членом ради директорів освітньої неприбуткової організації TASC.
Також Естер була раннім інвестором в технологічних стартапах, серед яких TrustedID, Cygnus Solutions, Flickr (проданий Yahoo!), del.icio.us (проданий Yahoo!), Eventful, Netbeans (проданий Sun Microsystems), Powerset, Systinet, ZEDO, CV-Online, Medscape (зараз частина WebMD), Linkstorm, Medstory (продана Microsoft), Meetup, Valkee, Robin Labs [Архівовано 25 листопада 2021 у Wayback Machine.] та Lexity (проданий Yahoo!).
На початку 2007, Дайсон казала про себе що вона «витрачає все більше й більше часу на стартапи в галузі приватної авіації та комерційних космічних подорожей» а також в галузях охорони здоров'я та генетики. Дайсон є членом-засновником Space Angels Network та інвестувала в XCOR, Constellation Services (перетворені в Nanoracks, www.nanoracks.com, Zero-G (зараз частина Space Adventures), Icon Aircraft, Space Adventures, та Mars One. З 2005, до 2007 вона хостила конференцію "Flight School" в Аспені. Зараз вона в раді директорів  23andMe, та є однією з десяти перших волонтерів в Personal Genome Project.

## Філантропія
Естер також є активним членом кількох неприбуткових та радницьких організацій. З 1998 до 2000, вона була членом-засновником Internet Corporation for Assigned Names and Numbers. 
Дайсон пожертвувала свій геном в публічне надбання в Personal Genome Project.

## Зноски
1. ↑  Deutsche Nationalbibliothek Record #115846166 // Gemeinsame Normdatei — 2012—2016.
2. ↑  Esther Dyson. Edge.org. Архів оригіналу за 2 жовтня 2016. Процитовано 29 вересня 2016.
3. ↑  On the Frontier: An Interview with Esther Dyson. Reason.com. Архів оригіналу за 2 жовтня 2016. Процитовано 29 вересня 2016.
4. ↑  Esther Dyson. Huffington Post. Архів оригіналу за 23 вересня 2016. Процитовано 29 вересня 2016.
5. ↑  Dyson, Esther (22 січня 2014). The Anti-Fragility of Health. Project Syndicate. Архів оригіналу за 2 жовтня 2016. Процитовано 29 вересня 2016.
6. ↑  CHALLENGE. Архів оригіналу за 6 вересня 2016. Процитовано 29 вересня 2016.
7. ↑  «Space Adventures Announces Esther Dyson as Back-Up Crew Member for Spring 2009 Spaceflight Mission» [Архівовано 15 жовтня 2008 у Wayback Machine.].
8. ↑  Дивіться витяг з Brockman, John (1996). Digerati: Encounters with the Cyber Elite. HardWired Books. Архів оригіналу за 13 жовтня 2018. Процитовано 30 вересня 2016.
9. ↑  Biographical Data on Esther Dyson. Internet Corporation for Assigned Names and Numbers. Архів оригіналу за 15 березня 2014. Процитовано 12 жовтня 2008. Esther Dyson, former Chairman of the ICANN Board [..] She was appointed as one of ICANN's nine initial directors in October 1998. She served as an ICANN director until 16 November 2000.
10. 1 2  EDventure - Esther Dyson's Board Seats & Investments. Архів оригіналу за 29 березня 2016. Процитовано 30 вересня 2016.
11. ↑  Release 1.0 and 2.0 [Архівовано 17 лютого 2019 у Wayback Machine.] at O'Reilly
12. ↑  Esther Dyson. Flickr. Архів оригіналу за 22 жовтня 2016. Процитовано 30 вересня 2016.
13. ↑  Dyson, Esther. Esther Dyson. Huffington Post. Архів оригіналу за 22 липня 2016. Процитовано 29 вересня 2016.
14. ↑  Dyson, Esther. (20 March 2007) «New Horizons for the Intrepid VC» [Архівовано 9 листопада 2012 у Wayback Machine.] The Wall Street Journal.
15. ↑  Flight School '07 [Архівовано 28 серпня 2016 у Wayback Machine.].